# نهائي كأس مصر 2009
نهائي كأس مصر 2009 هي المباراة النهائية للنسخة 67 من كأس مصر أقدم بطولة مصرية .
وفاز بها حرس الحدود على إنبي.

## الوصول إلى النهائي
| إنبي              | إنبي      | الدور       | حرس الحدود        | حرس الحدود |
| ----------------- | --------- | ----------- | ----------------- | ---------- |
| الخصم             | إجم.      |             | الخصم             | إجم.       |
| تليفونات بني سويف | 1–0       | دور الـ32   | سكر أبو قرقاص     | 4–1        |
| الجونة            | 2–0       | دور الـ16   | الأهلي            | 1–0        |
| الترسانة          | 2–2 (5–3) | ربع النهائي | المصري البورسعيدي | 3–1        |
| بتروجيت           | 3–1       | نصف النهائي | بترول أسيوط       | 2–1        |

## النهائي
| إنبي            | 1–1 (ب.و.إ.) | حرس الحدود |
| --------------- | ------------ | ---------- |
| عبد الرؤوف 105' | تقرير        | مكي 94'    |
| ركلات الترجيح   |              |            |
|                 | 1–4          |            |